# Elènia grisa del Pacífic
L'elènia grisa del Pacífic (Myiopagis parambae) és una espècie d'ocell de la subfamília Elaeniinae de la família dels tirànids (Tyrannidae). Es troba a Colòmbia, Equador i Panamà.

## Descripció
L'elènia grisa del Pacífic fa de 12 a 13 cm de llarg. Els mascles adults de la subespècie nominal tenen una capçada gris fosc amb una franja blanca parcialment oculta al llarg del centre. Tenen una fina taca loral de color blanc grisenc que continua al voltant de l'ull i una cara inferior grisosa i blanquinosa. Les parts superiors són de color blau-gris. Les ales són negres amb vores blanques a les plomes de vol interiors i puntes blanques a les cobertes; l'última forma dues barres a l'ala tancada. La cua és grisa amb puntes blanques a les plomes. La gola i les parts inferiors són blanquinoses. Les femelles adultes tenen una capçada una mica més fosca amb les parts superiors de color verd grisenc, vores groguenques a les plomes de vol, una cua més negra amb vores verdoses grisenques a les plomes i una lleugera fosa groga al ventre. Els mascles de la subespècie M. p. absita són una mica més foscos en general i tenen més blanc a les ales que la nominal; les femelles tenen les parts inferiors de color groc més brillant. Els dos sexes d'ambdues subespècies tenen l'iris marró fosc, un bec curt de color negre i potes de color gris fosc a negre.

## Distribució i hàbitat
La subespècie nominal es troba a la bioregió del Chocó a l'oest de Colòmbia i al nord-oest de l'Equador fins al sud, a la província de Pichincha. La subespècie M. p. absita es troba al centre i l'est de Panamà entre el centre de Colón i les províncies orientals de Darién. L'espècie habita el dosser i les vores del bosc sec a humit. En altitud es troba des del nivell del mar fins als 500 m (1.600 peus) a Panamà, fins als 900 m (3.000 peus) a Colòmbia i fins als 400 m (1.300 peus) a l'Equador.

## Comportament

### Moviment
La subespècie M. p. absita és un resident durant tot l'any a la seva distribució. La subespècie nominada podria fer alguns moviments d'elevació, almenys al sud-oest de Colòmbia.

### Alimentació
Se sospita que l'elènia grisa del Pacífic s'alimenta d'insectes i petits fruits com altres del seu gènere. Normalment, s'alimenta al dosser del bosc i a les vores exteriors, prenent menjar des d'una perxa. No se sap si s'uneix amb estols d'espècies mixtes.

### Cria
No se sap res de la biologia reproductiva. Tanmateix, es creu que és similar a la del seu antic progenitor l'elània grisa.

## Taxonomia i sistemàtica
L'espècie M. parambae va ser descrita originalment per l'ornitòleg austríac Carl Eduard Hellmayr l'any 1904, sota el nom científic Serpophaga parambae. La localitat tipus és: «Hisenda Paramba, 3500 peus [c. 1065 m], Imbabura, Equador.»
El nom genèric Myiopagis es compon de les paraules del grec antic «muia, muias» que significa “mosca”, i «pagis» que significa “atrapar”; i el nom de l'espècie «parambae», es refereix a la localitat tipus, la Hisenda Paramba, a Imbabura, Equador.
Aquesta espècie, juntament amb la aleshores subespècie M. caniceps absita, era tractada com a coespecífica amb Myiopagis caniceps, però va ser separada com a espècie plena, amb base en diferències morfològiques i de vocalització. És a dir, el que ara és l'elènia grisa del Pacífic es va descriure originalment com Serpophaga parambae. Aviat es va traslladar a Myiopagis com a subespècie de l'aleshores elènia grisa (M. caniceps); poc després Myiopagis es va fusionar amb el gènere Elaenia. Aquest moviment es va invertir a mitjans del segle xx, i Myiopagis va ser confirmat per anàlisi genètica que era el gènere adequat de l'aleshores elènia grisa.
La taxonomia addicional de l'elènia grisa del Pacífic no està resolta. El desembre de 2016, el Manual del Ocells del Món (HBW) de BirdLife International va dividir l'elènia grisa en tres espècies anomenant-les com es descriu a continuació. L'elènia grisa va passar a dir-se elènia grisa atlàntica per diferenciar-la de les altres dues:
- Myiopagis caniceps (Swainson, 1835) (sensu stricto) - elènia grisa atlàntica. Des del sud-est del Brasil, fins Bolívia, Paraguai i nord de l'Argentina.
- Myiopagis cinerea (Pelzeln, 1868) - elènia grisa amazònica. Des de l'est de Colòmbia i sud de Veneçuela fins l'est de l'Equador, nord-est del Perú i nord-oest del Brasil.
- Myiopagis parambae (Hellmayr, 1904) - elènia grisa del Pacífic. De Panamà oriental, Colòmbia occidental i l'Equador nord-occidental.

La taxonomia de Clements va reconèixer la divisió el novembre de 2022 i el Congrés Ornitològic Internacional (IOC) va seguir el mateix el gener de 2023. El setembre de 2024 ni els Comitès de Classificació nord-americans ni sud-americans de l'American Ornithological Society havien reconegut la divisió encara que el comitè sud-americà sol·licità una proposta per fer-ho.
Es reconeixen duessubespècies:
- M. p. parambae (Hellmayr, 1904) - oest de Colòmbia i nord-oest de l'Equador.
- M. p. absita (Wetmore, 1963) - est de Panamà.